# Sceliphron fistularium
Sceliphron fistularium là một loài côn trùng cánh màng trong họ Sphecidae, thuộc chi Sceliphron. Loài này được Dahlbom miêu tả khoa học đầu tiên năm 1843.